# George Ritzer
George Ritzer (ur. 1940) – amerykański socjolog, profesor Uniwersytetu Marylandu w College Park.

## Koncepcje i publikacje
George Ritzer znany jest przede wszystkim jako twórca teorii makdonaldyzacji. Według twórcy tej teorii, makdonaldyzacja to „proces stopniowego upowszechniania się zasad działania restauracji szybkich dań we wszystkich dziedzinach życia społecznego w Stanach Zjednoczonych oraz na całym świecie”.
Ritzer kontynuuje tradycje socjologii jako nauki krytycznej, traktując ją jako pełne pasji analizowanie procesów społecznych i wykrywanie alarmujących prawidłowości. Właśnie z takich rozważań zrodził się ukuty przez niego termin „makdonaldyzacja”. George Ritzer doszukuje się korzeni makdonaldyzacji korzystając z koncepcji racjonalności i biurokracji Maxa Webera. Odwołuje się też między innymi do prac Karla Marksa, Guya Deborda (społeczeństwo spektaklu) i Jeana Baudrillarda (społeczeństwo konsumpcyjne, symulakry).
Pokazuje w swoich publikacjach, np. do czego prowadzi upowszechnienie kart kredytowych (i związane z tym przesunięcie progu akceptacji dla stanu permanentnego zadłużenia) albo jaki wpływ masowa turystyka ma zarówno na turystów, jak i mieszkańców miejsc przez nich odwiedzanych. Analizując nowe formy konsumpcji, takie jak wielkie centra handlowe czy rodzinne parki rozrywki, Ritzer jest zdania, że w zlaicyzowanych społeczeństwach ludzie traktują je niczym średniowieczne katedry – jako namiastkę doznania metafizycznego.
Jest także autorem licznych podręczników, skryptów i opracowań dla studentów socjologii (na język polski przetłumaczony został podręcznik Klasyczna teoria socjologiczna).

## Krytyka
Oryginalność, przystępność i popularność prac Ritzera stała się przyczyną ataków na niego. Jego najzagorzalsi krytycy oskarżyli go o niepotrzebne redukowanie zawiłości przedmiotu, by trafić ze swoimi publikacjami do szerokiej publiki i w ten sposób osiągnąć rekordową sprzedaż swoich książek.
Jak na ironię zarzucono Ritzerowi, że sam wplątał się w procesy, które krytykował – wykreował na gruncie tradycyjnej myśli humanistycznej „McWebera” z Maxa Webera i stworzył zuchwałe opisy globalizacji, dające rozrywkę czytelnikom, ale nic konkretnie nie wnoszące. Zdaniem krytyków przedstawianie szeregu faktów, wywołuje jedynie iluzję naukowego dowodzenia tez.
Pracom Ritzera można postawić też zarzut pominięcia w swoich publikacjach samego człowieka przy jednoczesnej koncentracji na samych środkach konsumpcji. Ritzer nie opisuje kondycji współczesnego człowieka uwikłanego w pędzące zawrotnie koła konsumpcji. Zamiast tego snuje opisy lawinowo mnożących się miejsc umożliwiających nabywanie towarów czy usług i odhumanizowanych mechanizmów tychże miejsc.
Wątpliwości budzi też stosowana przez Ritzera terminologia. Chcąc zwrócić uwagę na powszechność konsumpcji. konsekwentnie pisze o różnych „środkach konsumpcji”, choć w zasadzie niektóre z nich są po prostu „miejscami” (np. biblioteki, szpitale, muzea, kościoły, uniwersytety), które jednak różnią się znacznie od tradycyjnych miejsc zakupów. Ritzer posługuje się też określeniami takimi jak „świątynie konsumpcji” i „religia konsumencka” (określenia te, nawiasem mówiąc, były już wcześniej używane przez Williama Severiniego Kowinskiego – jednego z prekursorów rozważań nad kulturą konsumpcyjną), mocno w ten sposób oddziałując na wyobraźnię i ukierunkowując wartościowanie czytelnika. Ritzer wskazuje np. na taki sam rodzaj centralności w architekturze (układ nawy głównej i naw bocznych). Jednak wiele tradycyjnych miejsc występujących w krajobrazie miejskim czy wiejskim, takich jak na przykład targowiska, posiada cechy podobne do kościołów – dzięki temu są one po prostu czytelne i funkcjonalne. Ostatecznie zasadność użycia terminów nawiązujących do religii w miejsce terminów świeckich budzi szereg wątpliwości.
Ze strony lewicy Ritzer spotkał się z zarzutem, że nie docenił w pełni myśli Karola Marksa (na przykład koncepcji alienacji, reifikacji i przemysłu kulturowego) i nie doszukał się w kapitalizmie zasadniczej przyczyny makdonaldyzacji i narastającej proliferacji „niczego” na świecie.
Ostatecznie Ritzer nie podjął się też poszukiwań alternatywy dla współczesnej kultury konsumpcji. W swoich pracach nie eksploruje przyczyn, które mogłyby przyczynić się do przemian w przyszłości.
Ritzer często odpowiadał na kierowaną do niego krytykę m.in. w publikacji Resisting McDonaldization (1999) czy na sympozjum Thesis Eleven (2004).

## Tłumaczenia publikacji na język polski
- Makdonaldyzacja społeczeństwa, Wyd. Muza, Warszawa, wyd. I: 1997, ISBN 83-7079-588-9, wyd. II (nowe tłum.) 2003; ISBN 83-7319-140-2 (The McDonaldization of society: an investigation into the changing character of contemporary social life 1993)
- Magiczny świat konsumpcji, Warszawa 2001, 2004; Wyd. Muza, ISBN 83-7200-954-6 (Enchanting a disenchanted world. Revolutionizing the Means of Consumption 1999)
- Klasyczna teoria socjologiczna, Poznań 2004, Wyd. Zysk i S-ka, ISBN 83-7298-405-0 (Classical sociological theory)
- Ruch miłośników Slow Food kontra McDonald’s, s. 33–36, [w:] C.Petrini, B.Watson (red.) Slow food. Produkty regionalne robią karierę, Warszawa 2005, Wyd. ABA, s. 280, ISBN 83-88872-61-3.